# 运伙村
运伙村位于中国福建省晋江市深沪镇，是晋江市的老区基点村之一，以曾任泉州中心县委书记的革命烈士许运伙名字命名。运伙村现辖吕宅、石井、西尾、坑前、坑后五个自然村，土地面积1.68平方公里。